# Џирард (Охајо)
Џирард (енгл. Girard) град је у америчкој савезној држави Охајо.

## Демографија
По попису из 2010. године број становника је 9.958, што је 944 (-8,7%) становника мање него 2000. године.
| Група             | 2000.          | 2010.         |
| Белци             | 10.377 (95,2%) | 9.141 (91,8%) |
| Афроамериканци    | 266 (2,4%)     | 399 (4,0%)    |
| Азијати           | 38 (0,3%)      | 28 (0,3%)     |
| Хиспаноамериканци | 79 (0,7%)      | 208 (2,1%)    |
| Укупно            | 10.902         | 9.958         |